# HMAS Albatross
Pour les articles homonymes, voir Albatross (homonymie).
Ne doit pas être confondu avec HMAS Albatross (1928).

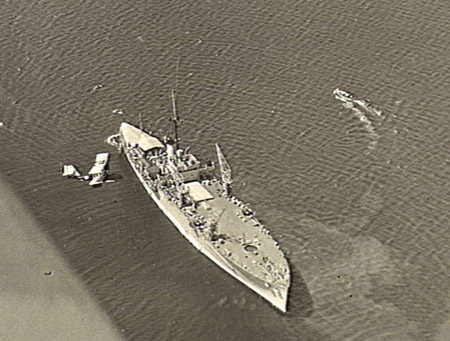
Le transport d'hydravions australien, à l'origine du nom de la base aérienne.

La base HMAS Albatross (IATA: NOA, OACI: YSNW) des forces aériennes de la marine australienne est située près de la ville de Nowra, en Nouvelle-Galles du Sud, en Australie, à environ 2 heures de route au sud de Sydney, d'où son nom alternatif: « (Naval Air Station) NAS Nowra ».
La base accueille l'ensemble des escadrilles de la Royal Australian Navy, à savoir
- L'escadrille 723, équipée d'hélicoptères Eurocopter Écureuil et Agusta A.109
- L'escadrille 816, équipée de Sikorsky Seahawks

L'escadrille 817, équipée de Westland Sea Kings est dissoute le 16 décembre 2011).

## Histoire
Le site de la base a été choisi en 1938 et les terrains ont été rachetés en juin 1939. La construction de la base a eu lieu à un train de sénateur alors que le pays était en temps de guerre et la base a été déclarée opérationnelle en juillet 1941. L'aérodrome a été utilisé par les bombardiers Bristol Beaufort de la Royal Australian Air Force lors de sa création en 1942. Les bombardiers Martin B-26 Marauder de l'armée de l'air des États-Unis ont également utilisé la base comme centre d'entrainement des pilotes en 1942-1943.
En 1944, la nécessité pour l'aviation de la Royal Navy de disposer de bases aériennes côtières a amené à transférer la base à l'armée britannique et elle a été rebaptisée HMS Nabbington. À la fin de la guerre du Pacifique, la base a été rendue à l'armée australienne.
En 1947, était créée l'aéronavale australienne et l'aérodrome de Nowra était choisi pour en être la base aérienne principale. l'aménagement de la base commençait le 31 août 1948 et le premier débarquement des escadrilles du nouveau porte-avion australien HMAS Sydney avait lieu en mai 1949. Au cours des décennies suivantes, la RAN a acheté des avions plus grands, plus rapides et plus puissants ce qui a conduit à agrandir les installations de la base. Des ateliers et des installations d'essai pour avions ont été installés après la mise en service de l'Havilland Sea Venom en 1955, tandis qu'une nouvelle tour de contrôle était construite en 1958. L'achat d'A-4 Skyhawks et de S-2 Trackers a une nouvelle fois nécessité l'extension des installations à la fin des années 1960 lors de leur mise en service.
Le 5 décembre 1976, un incendie délibérément allumé par un membre de l'aéronavale a détruit ou gravement endommagé douze des treize S-2 Trackers australiens.
Les escadrilles de Skyhawk et le porte-avions HMAS Melbourne ont été mis hors service le 30 juin 1982. Cela a marqué le début de la fin de d'emplois d'avions à voilure fixe par la marine australienne et aussi une réduction des activités de la base aérienne.